# Travelling North
Pour plus de détails, voir Fiche technique et Distribution.
Travelling North est un film australien réalisé par Carl Schultz, sorti en 1987.

## Synopsis
Frank et Frances, tous deux dans la cinquantaine, se sont mariés sur le tard. Ils décident de quitter Melbourne pour s'installer à la campagne, dans le nord du Queensland. C'est l'occasion de revenir sur leurs vies mouvementées.

## Fiche technique
- Réalisation : Carl Schultz
- Scénario : David Williamson, d'après sa propre pièce de théâtre
- Photographie : Julian Penney
- Montage : Henry Dangar
- Musique : Alan John
- Décors : Owen Paterson
- Sociétés de production : The Australian Film Commission, Cineplex-Odeon Films, Queensland Film Commission et View Pictures Limited
- Pays d'origine :  Australie
- Langue originale : anglais
- Format : couleur - 1,85:1 - Dolby
- Genre : Comédie dramatique
- Durée : 96 minutes
- Dates de sortie : 
  -  Australie : 23 juillet 1987

## Distribution
- Leo McKern : Frank
- Julia Blake : Frances
- Graham Kennedy : Freddie
- Henri Szeps : Saul
- Michele Fawdon : Helen
- Diane Craig : Sophie
- Andrea Moor : Joan
- Drew Forsythe : Martin
- John Gregg : Jim
- Rob Steele : Syd

## Accueil
Le film a rapporté 1 464 000 dollars australiens en Australie.
Lors des AFI Awards 1987, Leo McKern a remporté le prix du meilleur acteur et David Williamson celui du meilleur scénario adapté alors que Julia Blake a été nommée dans la catégorie de la meilleure actrice. Leo McKern a également remporté le prix du meilleur acteur au Festival des films du monde de Montréal.